# Агрогородок
Агрогородо́к (бел. Аграгарадок) — благоустроенный населённый пункт, в котором создана производственная и социальная инфраструктура для обеспечения государственных минимальных социальных стандартов проживающему в нём населению и жителям прилегающих территорий. В 2000-х годах данный тип поселения получил широкое распространение в Беларуси.
Законом «Об административно-территориальном делении и порядке решения вопросов административно-территориального устройства Республики Беларусь» (в редакции 17 мая 2007 года) к категории сельских населённых пунктов отнесены:
- агрогородки;
- посёлки, деревни — населённые пункты, в которых создана соответствующая производственная и социальная инфраструктура, не отнесённые к агрогородкам;
- все остальные населённые пункты (село, хутор и др.)[2].

## История
Идея создания «агрогородов», откуда сельские жители организованно вывозились бы на сельскохозяйственные работы и возвращались обратно, была сформулирована советскими экономистами ещё в начале 1930-х годов как альтернатива нерентабельным колхозам в рамках марксистско-ленинского тезиса об «уничтожении многовековой противоположности между городом и деревней» (К. Маркс и Ф. Энгельс, Соч., Т. 27, С. 289; В. И. Ленин, Полн. собр. соч., Т. 4, С. 143; Т. 33, С. 169; Т. 36, С. 535). Политэкономическое обоснование идеи с привязкой к общесоветскому плану электрификации страны было представлено М. Лурье в ходе Первой всесоюзной конференции аграрников-марксистов в декабре 1930 года, — Лурье полагал, что дальнейший прогресс в сфере электротехники позволит уже в скором времени перейти от ДВС к электродвигателю, и все средства передвижения и механизации (электроплуг, электромолотилка, электроавтомобиль и т. д.) вместо конской тяги или топливного двигателя будут использовать проводное электричество от электросети. В 1930-е годы первые такие агрогорода появились в экспериментальном порядке в Кабардино-Балкарии, по этому шаблону планировалось создать ещё несколько тысяч агрогородов в РСФСР и других советских республиках. Жилое строительство в тогдашних агрогородах велось с учётом той же социальной стратификации, что и городское строительство в обычных городах, так проект агрогорода с. Заюково состоял из 200 однокомнатных и 400 двухкомнатных квартир для агроработников, 25 четырёхкомнатных и 10 восьмикомнатных квартир для руководящих партийных работников и их семей. Но Сталин заблокировал проект, и дальнейшее развитие агрогорода не получили, а учёных и писателей, ратовавших за создание агрогородов, как и многих других идеологических противников сталинского курса, расстреляли в годы сталинского террора как «врагов народа». В позднесталинский период, в начале 1950-х годов пропонентом этой идеи в частности являлся Н. С. Хрущёв, который вернулся к своей идее практически сразу после смерти Сталина. Предполагалось, что это будут населённые пункты типовой застройки (по уже готовым проектам) с развитой жилой и хозяйственной инфраструктурой, мощным машинным парком, электроподстанцией, школой, домом культуры и населением свыше 10 тысяч человек. Крестьян предполагалось переселять из изб в современные многоквартирные дома со всем удобствами, от которых провести разветвлённую транспортную инфраструктуру прямо до полей, чтобы селяне могли, выйдя из подъезда и придя на остановку, приехать «на работу» в поле как городские рабочие на завод. Поскольку реализовать всё это в каждой отдельной деревне было невозможно, предполагалось создавать агрогорода в форме агломераций на месте нескольких деревень. Идея советских «агрогородов» шла вразрез с колхозно-совхозной моделью организации сельского хозяйства и претворение её в жизнь означало бы конец колхозов и конец непрекращавшегося оттока населения из колхозов в города, сельское население как класс исчезало, уступая место агроработникам. Но до воплощения идеи в жизнь в советское время дело не дошло — Сталин считал такие инвестиции в деревню ненужными, а Хрущёв в годы своего правления не получил поддержки Политбюро по данному вопросу и не успел реализовать все свои проекты реорганизации сельского хозяйства.

## Понятие и статус
Понятие «агрогородок» появилось в современной Беларуси в связи с принятием «Государственной программы возрождения и развития села на 2005—2010 годы». В этом документе агрогородок определяется как качественно новый тип сельских посёлков: агрогородок — благоустроенный населённый пункт, в котором будут созданы производственная и социальная инфраструктуры для обеспечения социальных стандартов проживающему в нём населению и жителям прилегающих территорий:
- центральное и локальное водоснабжение (холодное и горячее), в том числе для пожаротушения;
- центральное газоснабжение (или развитие систем снабжения сжиженным газом коллективного пользования);
- улицы с твёрдым дорожным покрытием;
- сеть дорог, связывающих его с населёнными пунктами в зоне обслуживания;
- пассажирское транспортное сообщение с районным и областным центрами;
- объекты телефонной связи на основе стационарных и мобильных систем связи;
- торгово-закупочные объекты потребительской кооперации;
- филиалы районных предприятий жилищно-коммунального обслуживания;
- структуры по обслуживанию личных подсобных хозяйств населения;
- дошкольные учреждения и школы;
- спортивные объекты и сооружения, организации экологического туризма, охотничьи хозяйства;
- амбулатории врача общей практики;
- пожарные аварийно-спасательные депо и посты;
- объекты придорожного сервисного обслуживания (общественного питания, автомобильного сервиса, автозаправочные станции, гостиницы);
- учреждения культуры (Дома культуры, клубы, библиотеки и т. д.), центры традиционных народных промыслов и ремёсел;
- юридические услуги населению, включая нотариальные.

Агрогородки создаются на основе существующих административно-территориальных единиц базового уровня (деревень, сёл, посёлков и т. д.). В 2007 году в Закон «Об административно-территориальном делении и порядке решения вопросов административно-территориального устройства Республики Беларусь» были внесены изменения, чётко определяющие сущность термина «агрогородок» и законодательно закрепляющие их статус.

## Фактическая благоустроенность
Несмотря на регулярные сюжеты в белорусских СМИ, свидетельствующие о высоком уровне благоустроенности агрогородков, от их жителей могут поступать жалобы на:
- низкое качество жилых и хозяйственных построек (плохая теплоизоляция, некачественное выполнение строительных работ)
- периодическое отсутствие телефонной связи, Интернета (по мере развития агрогородков эта проблема перестала быть острой)
- недостаточно развитую инфраструктуру
- низкую заработную плату[4]
- невозможность сменить место работы и проживания

В ноябре 2017 года вице-премьер Михаил Русый на совместном заседании двух палат парламента объявил о том, что в Беларуси выбрали посёлки, на основе которых появятся «деревни будущего» с максимальным количеством удобств для сельской жизни, новыми производствами. При этом должен сохраняться колорит белорусской деревни. Согласно идее новой концепции развития сельских населённых пунктов в Беларуси агрогородки и другие перспективные сельские населённые пункты должны стать «деревнями будущего». Они определены в каждой области страны. Разработкой этой концепции поручено заниматься Минстройархитектуры. Реализация пилотных проектов началась в 2018 году, и примером послужили несколько агрогородков, среди которых Копысь и Вертелишки.

## Итоги программы создания агрогородков в Беларуси
В течение 2005—2010 годов было запланировано создание 1481 агрогородка, в том числе в Брестской — 221, Витебской — 256, Гомельской — 238, Гродненской — 239, Минской — 325, Могилёвской — 202.
На январь 2014 года в Беларуси создано 1512 агрогородков, все они равномерно распределены по стране. В агрогородках построено около восьми тысяч жилых домов общей площадью 714,5 тыс.м².